# Viber
Viber és una aplicació per a Windows, Mac OS X, iOS, Android, Windows Phone, Blackberry, Nokia, Bada i Firefox que permet als usuaris fer trucades gratuïtes de telèfon i enviar missatges de text gratis a qualsevol persona que tingui l'aplicació instal·lada. Viber funciona en xarxes 3G i WiFi. Alguns mitjans han alertat sobre els riscos en l'ús de Viber a causa del poc respecte del dret a la privadesa dels seus usuaris, ja que, per exemple, Viber emmagatzema la informació sobre els contactes de l'usuari. No obstant això, és possible sol·licitar a Viber l'eliminació d'aquesta informació, encara que l'eliminació real de les dades personals evidentment queda a voluntat de l'empresa i sense que l'usuari la verifiqui. La plataforma de Viber actualment compta amb una base de dades de 200 milions d'usuaris actius, segons declaracions del seu fundador Talmon Marco.

## Història
Viber inicialment va ser llançat el 2 de desembre de 2010 exclusivament per a la plataforma iOS de l'iPhone com la competència directa de Skype, posteriorment el 2011 es va realitzar un pre-llançament per a la plataforma Android però amb un nombre d'usuaris restringit a 50.000, la versió sense restriccions es va llançar el 19 de juliol de 2012. La versió de Viber per a Blackberry, iOS i Windows Phone va ser llançada el 8 de maig de 2012.
Quan es van assolir els 90 milions d'usuaris, el 24 de juliol del 2012, es va afegir el servei de missatges a grups i veu en alta definició per a Android i iPhone. Les versions per a les plataformes Series 40 de Nokia, Symbian i Bada de Samsung van ser anunciades el mateix dia.
Inicialment, la possibilitat de fer trucades de veu estaven disponible només per a iPhone i Android, amb la promesa que estaria disponible properament per a les altres platafromes. La limitació estava fundada que la base de Blackberry OS i Series 40 no suportaven la funcionalitat de VoIP.
Com es va prometre, el 22 de setembre de 2012, la funcionalitat de trucades amb alta definició i missatges a grups va estar disponible per a Windows Phone i Nokia només, com a part d'una societat exclusiva amb Nokia.
Viber amb veu va ser oficialment presentat per a tots els dispositius amb Windows Phone el 2 d'abril de 2013. L'agost de 2013, es va presentar al públic Viber per a Linux en la seva versió Beta, encara que només estaven disponibles per a descàrrega versions executables de 64bits.
El 13 de febrer del 2014, Rakuten va anunciar que havia adquirit Viber per $900 milions de dòlars.

## Categories i funcionament
Entre les funcions principals de Viber hi ha el servei de trucades i missatgeria de text gratuïtes entre usuaris Viber. També compta amb un servei de trucada de vídeo però actualment el servei es troba en una fase Beta i compta amb altres característiques com l'intercanvi d'arxius com ara imatges i arxius d'àudio. A l'hora d'afegir contactes, la plataforma Viber el realitza de manera automàtica, per la qual cosa si es té un contacte emmagatzemat al telèfon que utilitza Viber, s'hi afegirà.

## Aplicacions similars
- BlackBerry Messenger
- Hangouts, abans Google Talk
- KakaoTalk
- LINE
- Nimbuzz
- Skype
- Tango
- Trillian
- Telegram
- Signal
- WeChat
- WhatsApp

## Idiomes i localització
Actualment Viber compta amb versions en 30 idiomes entre els quals es troba el català, anglès, espanyol, àrab, danès, xinès tradicional, xinès simplificat, francès, alemany, italià, rus, hebreu i portuguès.
Viber Media és una empresa amb seu a Xipre i amb centres de desenvolupament a Belarús i Israel. L'empresa va ser fundada per l'empresari israelià Talmon Marco.